# Gusztáv Sebes
Gusztáv Sebes (născut Gusztáv Scharenpeck; n. 22 ianuarie 1906, Budapesta, Austro-Ungaria – d. 30 ianuarie 1986, Budapesta, Republica Populară Ungară) a fost un fotbalist și antrenor de fotbal maghiar. Cu titlul de Viceministru al Sportului, el a antrenat echipa națională de fotbal a Ungariei în anii 1950, fiind atunci cunoscută ca Maghiarii Magici. Printre jucători în acea vreme erau Ferenc Puskás, Zoltán Czibor, Sándor Kocsis, József Bozsik și Nándor Hidegkuti. Alături de Béla Guttmann și Márton Bukovi, a format triumviratul antrenorilor maghiari radicali, care au introdus în fotbal schema 4-2-4.
Sub conducerea lui Sebes, naționala Ungariei a fost neînfrântă 32 de meciuri consecutive, un record activ până în prezent. În această perioadă, Ungaria devenise Campioană Olimpică în 1952 și Campioană a Europei Centrale în 1953. De asemenea, Ungaria învinse de două ori Anglia, 6-3 în 1953 și 7-1 în 1954, și a devenit vicecampioană la Campionatul Mondial de Fotbal 1954. Înfrângerea din Finala Campionatului Mondial de Fotbal 1954 a marcat începutul sfârșitului ”erei Sebes”. După această înfrângere, Ungaria a mai avut o serie de 18 meciuri fără înfrângere, care s-a terminat pe 19 februarie 1956, atunci când a pierdut cu 3-1 în fața Turciei. În pofida evoluției victorioase, Sebes a fost demis după un meci pierdut, scor 5-4, în fața Belgiei, pe 3 iunie 1956. Gusztáv Sebes a continuat să activeze în fotbal până la decesul său, lucrând ca administrator și fiind antrenor la cluburi ca Újpesti Dózsa SC, Budapest Honvéd SE și Diósgyőri VTK.

## Palmares

### Jucător
MTK Hungária FC/Hungária FC
- Prima Ligă a Ungariei (3): 1929, 1936, 1937

Vicecampion (4): 1928, 1931, 1933, 1940
- Cupa Ungariei (1): 1932
  - Finalist (2): 1930, 1935

### Antrenor
Ungaria
- Campion Olimpic (1): 1952
- Cupa Internațională a Europei Centrale (1): 1953
- Campionatul Mondial de Fotbal
  - Vicecampion (1): 1954